# 英国癌症研究基金会
英国癌症研究基金会（Cancer Research UK）是英国的一家癌症研究机构，2002年2月4日由癌症研究运动（The Cancer Research Campaign）和帝国癌症研究基金会（Imperial Cancer Research Fund） 合并而成。作为世界上最大的独立癌症研究机构，该基金会通过自行研究、赞助其他研究者研究等方式试图攻克癌症。除去研究以外，该组织也负责组织活动来提高大众对癌症的认识。组织几乎完全通过公众捐款运作。

## 研究

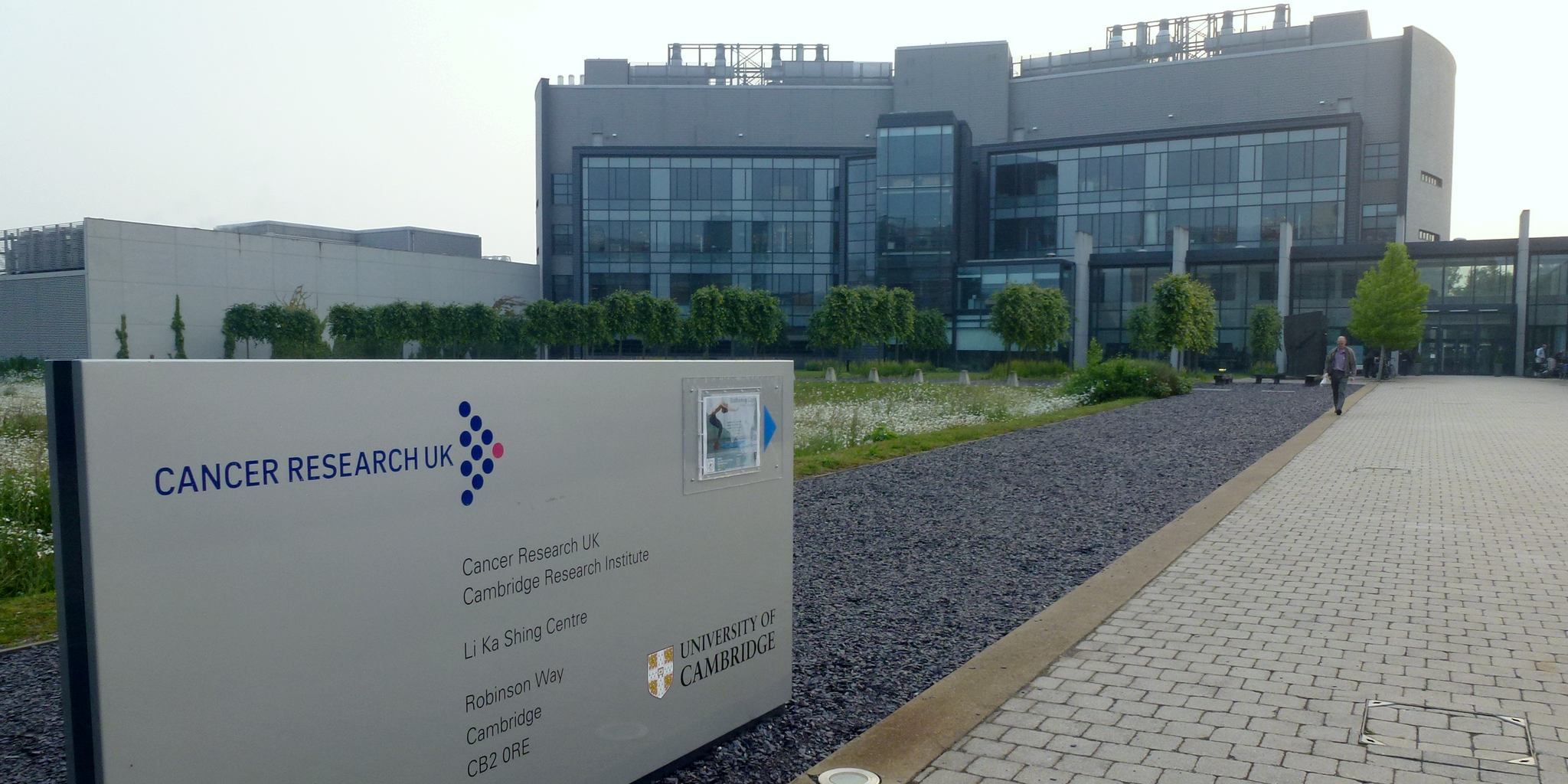
英国癌症研究基金会剑桥研究所

该基金会2014/15财年共花去4.2267亿英镑以攻克癌症，这占其当年收入的67%。基金会40%的研究支出花在分子层面研究上，剩下的由100多种不同类型的癌症研究分去，进行药物研发、癌症预防等。在英国，受该基金会资助的研究者、医生和护士超过四千人。

### 研究所
该基金会下属的研究所包括：

- 英国癌症研究基金会比特森研究所（The Cancer Research UK Beatson Institute）：格拉斯哥大学校园内
- 英国癌症研究基金会剑桥研究所（The Cancer Research UK Cambridge Institute）：剑桥生物医学园区内
- 英国癌症研究基金会曼彻斯特研究所（The Cancer Research UK Manchester Institute）：曼彻斯特大学校园内